# 楼亭県
楼亭県（ろうてい-けん）は中華人民共和国河北省にかつて存在した県。現在の保定市易県北西部に相当する。
唐代の735年（開元23年）に設置され、天宝年間に廃止された。